# The Flintstones: A XXX Parody
The Flintstones: A XXX Parody ist ein Pornofilm von Will Ryder aus dem Haus New Sensations. Bei dem Film handelt es sich um eine Parodie auf die TV-Serie Familie Feuerstein aus dem Jahr 1960 und den Film von 1994.

## Inhalt
Der Film ist von den Kulissen und Kostümen an den Film Flintstones – Die Familie Feuerstein angelehnt. Der Pornofilm ist sehr dialoglastig und enthält auch einige eingespielte Lacher, ähnlich den Sitcom-Formaten. Während Ausstattung und Schauspieler passend zum Original gewählt sind, entfernt sich die Geschichte, anders als in ähnlichen Porno-Parodien, deutlich von der Vorlage.
Fred steckt in einer Midlife-Crisis, denn seine Tochter Pebbles ist nun 18 Jahre alt und ständig draußen unterwegs. Fred selbst ist älter geworden und fragt sich ob er noch gut genug für seine attraktive Ehefrau Wilma ist. Er träumt davon, dass Betty und Wilma Sex haben. Es folgt eine Sexszene zwischen seinen Nachbarn Barney und Betty.
Nach der Arbeit kommt Fred nach Hause. Die beiden Nachbarn schauen mit ihren Frauen 30 Rock. Pebbles, die bald aufs College gehen will, überredet Bam-Bam sich in das Haus der Feuersteins einzuschleichen. Die beiden haben Sex während die Familien nichtsahnend Fernsehschauen. Nachdem sie fertig sind, will Fred mit seiner Tochter reden und überrascht die beiden im Bett. Pebbles kann Bam-Bam unter der Bettdecke verstecken. Nachdem der Dialog beendet ist, klopft Fred jedoch Bam-Bam auf den verdeckten Kopf und verabschiedet sich auch von ihm.
Fred kehrt auf die Arbeit zurück, steht jedoch wieder einmal neben sich, denn er vermutet, dass seine Frau eine Affäre mit Tyler Rockman hat. Er fragt seinen Chef um Rat, doch dieser hat nur hohle Phrasen für ihn übrig. Anschließend folgt eine weitere Szene zwischen Freds Chef und dessen Sekretärin, die von Misty Stone gespielt wird und damit die Rolle von Halle Berry aus dem Originalfilm übernimmt.
Anschließend kehrt er nach Hause zurück. Es ist sein Geburtstag, also überlegt er, ob er nicht ausnahmsweise wieder mit Wilma Sex haben könnte. Er schickt Barney vor. Da er nichts von diesem hört, versucht er die Situation selbst zu regeln. Er schleicht sich in das Haus und hört etwas, was er für Sexgeräusche hält. Gerade als er an der Tür lauschen will, wird diese geöffnet und knallt ihm gegen den Kopf. Er wird ohnmächtig und stellt sich eine Sexszene zwischen Tyler und Wilma vor. Es stellt sich jedoch heraus, dass Tyler schwul ist und Fred sich nur hineingesteigert hat. Am Ende sagt er Wilma, dass er sie liebe.
Neben dem Original Cut gibt es auch eine Partyversion des Films, die ohne Sexszenen auskommt.

## Veröffentlichung
Der Film wurde vom Pornostudio New Sensations 2010 als Doppel-DVD mit verschiedenen Bonus-Materialien veröffentlicht, darunter eine Bonusszene mit Brooke Lee Adams, die Partyversion des Films, verschiedene Outtakes sowie ein Behind the Scenes-Feature.

## Rezeption
Auf Xcritic.com bemängelte der Rezensent, das der Film nicht so gut wirken würde wie andere Parodienfilme von Will Ryder. Zudem würden sich einige Szenen wiederholen. Er habe dennoch einige unterhaltsame Elemente und würde sich für Paare eignen, die etwas Unterhaltung suchen. Vittoria Buzza, eine Soziologin und Feministin, die auf ihrer Website PVV Pornofilme rezensiert, fühlte sich von dem Film unterhalten. Im Gegensatz zum Xcritic-Rezensenten hob sie hervor, das ungewöhnlich viele Dialoge und Story in dem Film sind. Auch sei der Film sehr „cheesy“ (käsig, kitschig) gehalten. Sie hob die Sexszene zwischen Bam-Bam und Peebles hervor, insbesondere weil die beiden auch bei den Sexszenen „in character“ blieben. Sie empfahl den Film auch erwachsenen Fans der Flintstones.

## Nominierungen
Der Film wurde bei den AVN Awards in den folgenden Kategorien nominiert:
- 2012 AVN Award Nominee for Best Screenplay – Parody.
- 2012 AVN Award Nominee for Best Actress – Hillary Scott.
- 2012 AVN Award Nominee for Best Supporting Actress – Brooke Lee Adams.
- 2012 AVN Award Nominee for Best Art Direction.
- 2012 AVN Award Nominee for Best Girl/Girl Sex Scene.
- 2012 AVN Award Nominee for Best Parody – Comedy.
- 2012 AVN Award Nominee for Best Makeup.

Bei den XBIZ Awards 2012 erhielt er drei Nominierungen:
- Non-Sex Acting Performance of the Year, Peter Oh Tool
- Supporting Acting Performance of the Year: Male, Anthony Rosano
- Parody Release of the Year: Comedy

Bei den XRCO Awards 2012 wurde er als Best Parody nominiert.